# Say Yes to Heaven
"Say Yes to Heaven" (n.đ. 'Nói vâng với thiên đường') là một bài hát của ca sĩ, nhạc sĩ sáng tác ca khúc người Mỹ Lana Del Rey. Đây là một bản thu âm không được đưa vào album phòng thu thứ ba của cô, Ultraviolence (2014). Sau khi bị rò rỉ trực tuyến và lan truyền trên TikTok, bài hát đã được phát hành bất ngờ dưới dạng đĩa đơn vào ngày 19 tháng 5 năm 2023. Bài hát do Del Rey và Rick Nowels sáng tác, trong đó Rick Nowels cũng sản xuất ca khúc. "Say Yes to Heaven" là một bản ambient và ballad downtempo, kể về nỗ lực trốn thoát cùng người yêu của người kể chuyện.

## Danh sách track
Tải nhạc và phát trực tuyến
1. "Say Yes to Heaven" – 3:29
2. "Say Yes to Heaven" (tăng tốc) – 2:37

Đĩa vinyl 7 inch
Mặt A
1. "Say Yes to Heaven" – 3:29

Mặt B
1. "Black Beauty" – 5:14

## Đội ngũ thực hiện
Danh sách ghi công lấy từ Tidal:
- Lana Del Rey – viết bài hát, giọng hát
- Rick Nowels – viết bài hát, sản xuất, guitar điện, organ Hammond
- Patrick Warren – guitar, marimba, bộ dây
- Dean Reid – lập trình trống, mixing
- Kieron Menzies – kỹ sư
- John Christopher Fee – kỹ sư
- Trevor Yasuda – kỹ sư
- Rocci – kỹ sư
- Tim Pierce – guitar điện
- Brian Griffin – bộ gõ
- Roy English – lập trình trống
- Ruairi O'Flaherty – mastering

## Bảng xếp hạng
| Bảng xếp hạng (2023)                   | Vị trí cao nhất |
| -------------------------------------- | --------------- |
| Úc (ARIA)                              | 20              |
| Áo (Ö3 Austria Top 40)                 | 36              |
| Canada (Canadian Hot 100)              | 34              |
| Cộng hòa Séc (Singles Digitál Top 100) | 19              |
| Pháp (SNEP)                            | 90              |
| Đức (GfK)                              | 41              |
| Thế giới Global 200 (Billboard)        | 18              |
| Hy Lạp International (IFPI)            | 3               |
| Hungary (Single Top 40)                | 15              |
| Hungary (Stream Top 40)                | 32              |
| Ireland (IRMA)                         | 8               |
| Latvia (LAIPA)                         | 19              |
| Litva (AGATA)                          | 21              |
| Liban (Lebanese Top 20)                | 17              |
| Luxembourg (Billboard)                 | 25              |
| MENA (IFPI)                            | 13              |
| Hà Lan (Single Top 100)                | 64              |
| New Zealand (Recorded Music NZ)        | 10              |
| Na Uy (VG-lista)                       | 25              |
| Ba Lan (Polish Streaming Top 100)      | 9               |
| Bồ Đào Nha (AFP)                       | 68              |
| Singapore (RIAS)                       | 23              |
| Slovakia (Singles Digitál Top 100)     | 25              |
| Hàn Quốc BGM (Circle)                  | 75              |
| Thụy Điển (Sverigetopplistan)          | 28              |
| Thụy Sĩ (Schweizer Hitparade)          | 18              |
| Anh Quốc (OCC)                         | 9               |
| Hoa Kỳ Billboard Hot 100               | 54              |
| Hoa Kỳ Hot Rock Songs (Billboard)      | 4               |
| Hoa Kỳ Rock Airplay (Billboard)        | 9               |
| Việt Nam (Vietnam Hot 100)             | 21              |

| Bảng xếp hạng (2023)                            | Vị trí |
| ----------------------------------------------- | ------ |
| Anh Quốc Vinyl Singles (OCC)                    | 7      |
| Hoa Kỳ Hot Rock & Alternative Songs (Billboard) | 20     |
| Hoa Kỳ Rock Airplay (Billboard)                 | 42     |

## Chứng nhận
| Quốc gia | Chứng nhận  | Số đơn vị/doanh số chứng nhận |
| --- | ----------- | ----------------------------- |
| Úc (ARIA)                                                                                                   | 2× Bạch kim | 140.000‡                      |
| Bỉ (BEA) | Vàng        | 20.000‡                       |
| Brasil (Pro-Música Brasil)                                                                                  | 3× Bạch kim | 120.000‡                      |
| Pháp (SNEP)                                                                                                 | Vàng        | 100.000‡                      |
| Ý (FIMI) | Vàng        | 50.000‡                       |
| Ba Lan (ZPAV)                                                                                               | 2× Bạch kim | 100.000‡                      |
| Tây Ban Nha (PROMUSICAE)                                                                                    | Vàng        | 30.000‡                       |
| Anh Quốc (BPI)                                                                                              | Vàng        | 400.000‡                      |
| Hoa Kỳ (RIAA)                                                                                               | Vàng        | 500.000‡                      |
| Phát trực tuyến                                                                                             |             |                               |
| Hy Lạp (IFPI Hy Lạp)                                                                                        | Vàng        | 1.000.000                     |
| ‡ Chứng nhận dựa theo doanh số tiêu thụ và phát trực tuyến. · Chứng nhận dựa theo doanh số phát trực tuyến. |             |                               |

## Lịch sử phát hành
| Vùng      | Ngày              | Định dạng                | Nhãn               | Ct.    |
| --------- | ----------------- | ------------------------ | ------------------ | ------ |
| Nhiều nơi | 19 tháng 5, 2023  | Tải nhạc phát trực tuyến | Interscope Polydor | [ 47 ] |
| Mỹ        | 5 tháng 6, 2023   | Adult alternative radio  | Interscope         | [ 48 ] |
| Mỹ        | 6 tháng 6, 2023   | Alternative radio        | Interscope         | [ 49 ] |
| Nhiều nơi | 14 tháng 11, 2023 | Đĩa đơn 7 inch           | Interscope         | [ 50 ] |